# Concurso de Poesía Carmen Soler
Premios de Poesía Carmen Soler, anteriormente llamado "Concurso de Poesía Carmen Soler", es un certamen de poesía en castellano y guaraní organizado en Paraguay desde el 2017 por el Colectivo José Asunción Flores (CAF). 

## Sobre los Premios de Poesía Carmen Soler
Este certamen es un proyecto iniciado en Paraguay, que pretende traer al presente los esfuerzos de la poeta Carmen Soler en propagar mediante la participación en la cultura la cosmovisión y la voz de los pueblos del mundo. Desde su primera edición han participado poetas de más de veinte países.

El CAF fue formado y organizado oficialmente a mediados de 2016 (aunque comenzó a activar desde 2005) busca fomentar la formación de una nueva sociedad mediante el impulso de la real valoración y aplicación de los derechos humanos, la difusión de la cultura y el pensamiento emancipador, siguiendo el ejemplo de José Asunción Flores y Carmen Soler, que a través de sus obras y de su vida dejaron una marca imborrable en el mundo. 

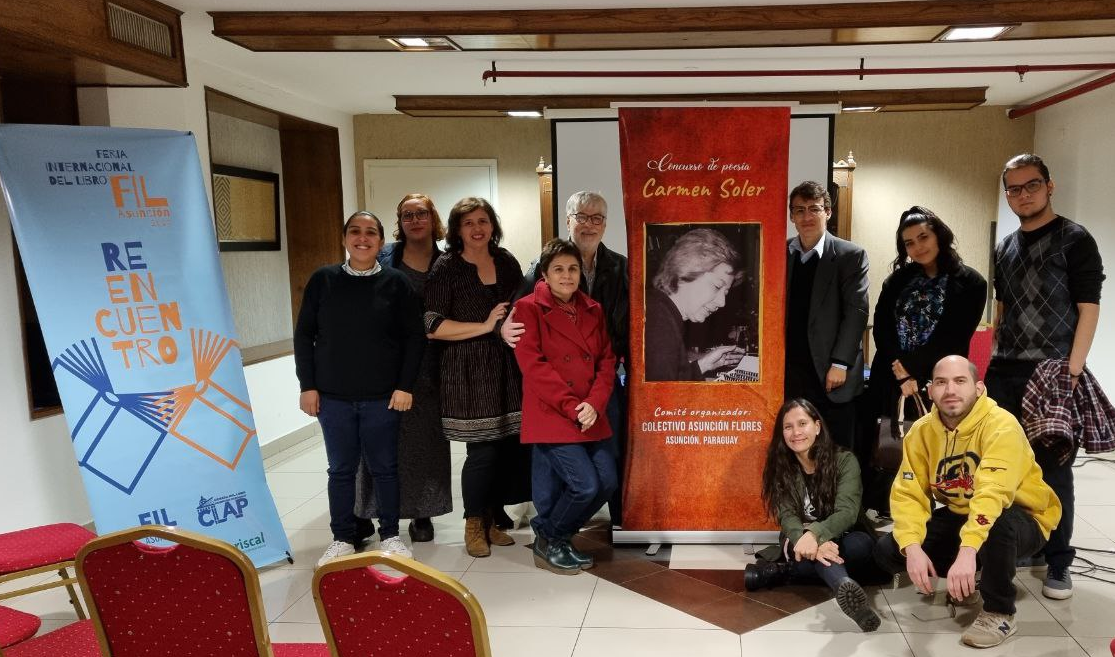
Fotografía del lanzamiento de la sexta edición del Concurso de Poesía Carmen Soler en la Feria del Libro en Asunción en el año 2022

El Colectivo organiza anualmente desde el año 2017 los Premios de Poesía Carmen Soler, el cual en la VI edición del año 2022 contó con la participación de 187 poetas de 20 países.
Además, el Concurso ha organizado talleres de poesía en castellano y otras actividades artísticas y culturales en Paraguay.
La VII Edición del Concurso de Poesía Carmen Soler llevó el subtítulo especial de "En homenaje a Luis María Martínez", para recordar a uno de los grandes poetas sociales del Paraguay que falleció a inicios del año 2023.
En la VII (2023) edición el Concurso recibió 207 poemas de 24 países.

## Distinguidos en la VI edición (2022)[4]

#### Redacción castellana
1. Nelson Darío Larroza Martínez con Río Mbutuy, Santa Rosa, 25 de Diciembre.
2. Norma Flores Allende con Escuadrón.
3. Óscar Alberto Samoilovich con Gota

##### Redacción guaraní
1. Victorino Cardozo Ovando con Pende rérape.
2. Estela Molinas Báez con Ñandénte jaikuaa.
3. Viviana Carolina Frutos Martínez con Karai Kata.

## Distinguidos en la VII edición, en Homenaje a Luis María Martínez (2023)

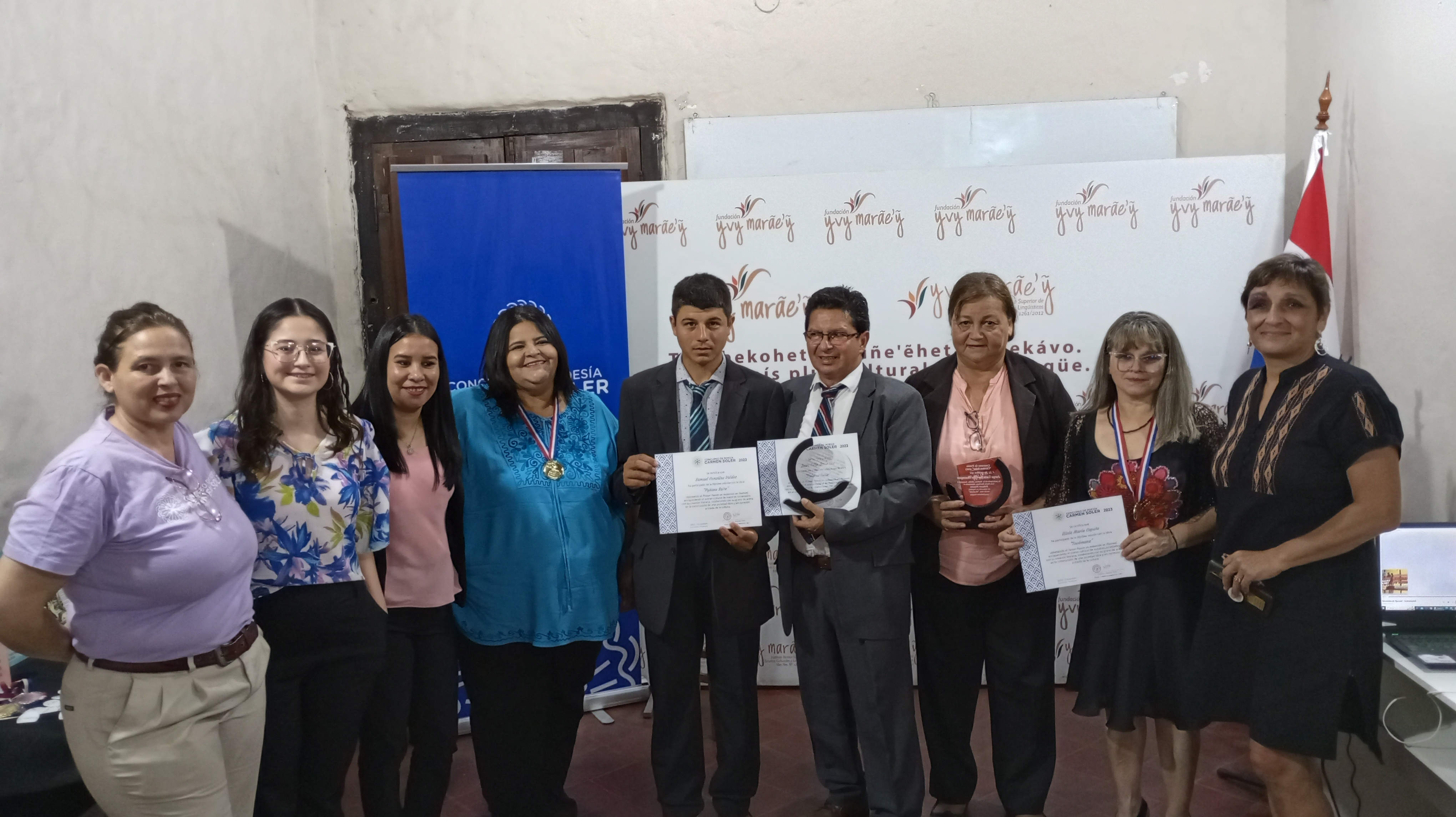
Fotografía del acto de premiación de la VII edición de los Premios, 2023, San Lorenzo - Paraguay

## Distinguidos en la VII edición, enHomenaje aLuis María Martínez(2023)[7]

#### Redacción castellana
1. Jorge Luis Portillo Ocampos con Mi pluma
2. Carla Mercedes Guillén Balmelli con Niña madre
3. Jorge Cappa Fernández con Desarraigo.

##### Redacción guaraní
1. Samuel González Valdez y Juan Félix González con Pykasu Saite.
2. Griselda Elizabeth Salcedo Abrahán con Taruma guýp.
3. Silvia María Caputo con Tovémana.

Menciones especiales
- Librado Valdez Guarin con Cesio 137.
- Francisco Castro Videla con Laila.

## Distinguidos en la VIII edición,Centenario de nacimiento deCarmen SolerySantiago Dimas Aranda(2024)[8]

#### Redacción castellana
- Ganadora: María Luz Saldívar con La rosa roja.

- Menciones sin orden de prelación: Rigoberto Soto, Rafael Restaino, Sebastián Novajas y Tamara Maldonado.

##### Redacción guaraní
- Ganadora: Justina Melba Benítez con Jajetyvyro.
- Menciones sin orden de prelación: Carlos Noguera, Delia Picagua, Estela Asilvera y María de Jesús Acosta.

Mención especial Santiago Dimas Aranda a la poesía social
- Ganadora: Mónica Grance con Derramamiento de poesía.
- Menciones sin orden de prelación: Alicia Ortolani, Emanuel Le-Quesne, Blanca Méndez e Hilda del Carmen Gill.